# 丘宏义
丘宏義（1932年10月10日—），華裔美國天文物理學家。福建海澄人，出生於上海。曾於美國太空總署任職達35年，也是第一家華文微出版社——EHGBooks微出版公司的創辦人。同時他也是第一位創造並使用類星體（英語：Quasar）一詞的天文學家。

## 生平
丘宏義1932年10月出生于上海。本科毕业于國立臺灣大學物理學系，1959年获得美国康奈爾大學天体物理学博士学位。毕业后，他成为紐澤西州普林斯顿高等研究院的成员進修博士後直到1961年。而後以太空天文物理學家的身分太空總署任职超过35年。1964年5月，丘宏義因在《今日物理學》的文章中，創造使用了「quasar」(類星體)一詞，被認可為第一位使用類星體一詞的天文學家。
|  | So far, the clumsily long name 'quasi-stellar radio sources' is used to describe these objects. Because the nature of these objects is entirely unknown, it is hard to prepare a short, appropriate nomenclature for them so that their essential properties are obvious from their name. For convenience, the abbreviated form 'quasar' will be used throughout this paper. 「到目前為止，因為這些天體的本質是完全未知的，所以很難為它們編寫一個簡短、適當的命名，所以用來描述這種天體的名稱是笨拙又冗長的『quasi-stellar radio sources』（準恆星無線電波源）。為了方便起見，本文將使用縮寫形式的quasar（類星體）。」 |

1969年，丘宏義成為首位获得了NASA頂尖榮譽傑出成就獎的華裔美籍科學家。
從NASA退休後與海外華人創辦漢世紀集團(EHanism Group)並與華人電腦科學家成立EHGBooks微出版公司(EHGBooks micro-publishing company)，以推廣中國文化及中國學，並與外甥女兼助手薛麗珍（Nonny Hsueh）合作協助中華民國國家圖書館加入由聯合國教科文組織(UNESCO）於2008年主導成立的世界數位圖書館。2012年帶領漢世紀開發全球第一套Amazon微出版漢字標準資訊解決方案（Amazon Micropublishing Chinese Solution）。
丘宏義曾在哥倫比亞大學、耶魯大學、紐約州立大學石溪分校等處兼任教授，著有科學著作130餘篇、書籍十餘冊、科普中文譯作十餘冊、科普文章十餘篇等。時代雜誌（Time）曾冊封為「最優秀的美國科學家」。

## 家族
- 父親：丘漢平。為中華民國大陸時期知名的經濟學家與上海灘的執業律師，曾任福建省財政廳長。
- 胞弟：丘宏達。為知名的國際法專家，曾任教於馬里蘭大學。也是馬英九總統的恩師。

## 研究[4]
- "Gravitational collapse" Physics Today 17, 5, 21 (1964) （页面存档备份，存于）
- "A Tunable X-ray Interferometer and the Empirical Determination of Phase Diffracted X-rays" （页面存档备份，存于）
- "Supernovae, Neutrinos, and Neutron Stars" （页面存档备份，存于）
- "Neutrino Theory of Stellar Collapse in Type II Supernovae"[8]

## 著作
- 2012：Literature and Science / EHGBooks, USA
  - 中文版：《文學與科學─丘宏義散文集》 / EHGBooks微出版公司（印刷書+Kindle電子書）
- 2012：Bilingual Introduction to Chinese and Western Poetry / EHGBooks, USA
  - 中文版：《中西詩詞雙語賞析》/ EHGBooks微出版公司（印刷書+Kindle電子書）
- 2011：The Real China: Meteoric Renaissance - Relations with the West / EHGBooks, USA
  - 中文版：《解密中國：綜橫東西看中國與西方及閃電式復興的背景》/ EHGBooks微出版公司（印刷書+Kindle電子書）
- 2011：War among Gods and Men / EHGBooks, USA
  - 中文版：《科幻世界的封神演義》/ EHGBooks微出版公司（印刷書+Kindle電子書）
- 2001：《吳大猷：中國物理學之父》/ 智庫出版社
- 1998：《新封神榜》 / 九歌出版社
- 1998：《紂王與妲己》 / 九歌出版社

## 翻譯著作
- 《安娜貝爾琵琶魚／Annabelle the Angler Fish》 / EHGBooks微出版公司
- 《億萬又億萬：卡爾‧沙根的科學沈思與人文關懷》/ 商業周刊出版社
- 【宇宙三部曲】《宇宙‧宇宙》+《銀河系大定位》+《宇宙的寂寞心靈》/ 遠流出版社
- 《黃金比例：1.61803......的祕密》（The Golden Ratio）/ 遠流出版社
- 《時終》/ 大塊文化
- 《光錐蛀孔宇宙弦》/ 天下文化
- 《數學與頭腦相遇的地方》/ 天下文化
- 《物理與頭腦相遇的地方》/ 天下文化
- 《預約新宇宙》/ 智庫出版社
- 《量子重力》/ 天下文化
- 《宇宙的六個神奇數字》/ 天下文化
- 《抓時間的人─人類探索日曆的智慧接力》/ 雙月
- 《淡藍色的小圓點：尋找人類未來新願景》/足智文化有限公司

## 軼聞
- 丘宏義在普林斯顿高等研究院進修博士後時，恰逢1960年11月7日的水星凌日，因緣際會之下邀請弗里曼·戴森及羅伯特·克里斯蒂（英语：Robert Christy）等當時已是重量級的學者用其自製的6吋望遠鏡觀測。[9]
- 1971年時，丘宏義曾至國立清華大學擔任訪問教授並於國立台灣大學兼課，期間分別在清大與台大各帶領一群學生自製望遠鏡(其中一位台大的學生為廣達電腦創辦人梁次震)，後來台大學生以船上的圓玻璃自製出8吋望遠鏡，清大學生則在丘宏義的幫助下購入美國製的鏡片，並自製出16吋的望遠鏡，後來清大的這群學生以此望遠鏡為基礎成立清大天文社，至今尚存，並視丘宏義為創社指導老師。[9]